# Potok Czarny (obwód iwanofrankiwski)
Potok Czarny (ukr. Чорний Потік) – wieś na Ukrainie, w obwodzie iwanofrankiwskim, w rejonie nadwórniańskim.